# Acalolepta bennigseni
Acalolepta bennigseni là một loài bọ cánh cứng trong họ Cerambycidae.